# Чивчин
Чивчи́н — гора в Украинских Карпатах, в массиве Чивчины (Чивчинские горы). Расположена в пределах Верховинского района Ивано-Франковской области, южнее села Буркут.
Высота 1766 м (по другим данным — 1769 м). Подножие и склоны горы покрыты лесами, выше — полонины. Склоны сравнительно стремительные, восточный склон очень крутой, местами со скалами. Юго-западнее горы проходит украинско-румынская граница.
Чивчин — высочайшая вершина Чивчинских гор.
Ближайший населенный пункт: с. Буркут.